# Dekanat ursynowski
Dekanat ursynowski – jeden z 25 dekanatów rzymskokatolickich archidiecezji warszawskiej wchodzącej w skład metropolii warszawskiej.
W skład dekanatu wchodzi 10 parafii: 
- Parafia św. Zofii Barat – Grabów
- Parafia św. Tomasza Apostoła – Imielin
- Parafia św. Ojca Pio – Moczydło
- Parafia bł. Władysława z Gielniowa – Natolin
- Parafia Świętych Apostołów Piotra i Pawła – Pyry
- Parafia św. Dominika w Warszawie – Służew
- Parafia św. Katarzyny w Warszawie – Służew
- Parafia Wniebowstąpienia Pańskiego – Stokłosy
- Parafia bł. Edmunda Bojanowskiego – Wolica
- Parafia Ofiarowania Pańskiego – Wyżyny